# Сероголовый огарь

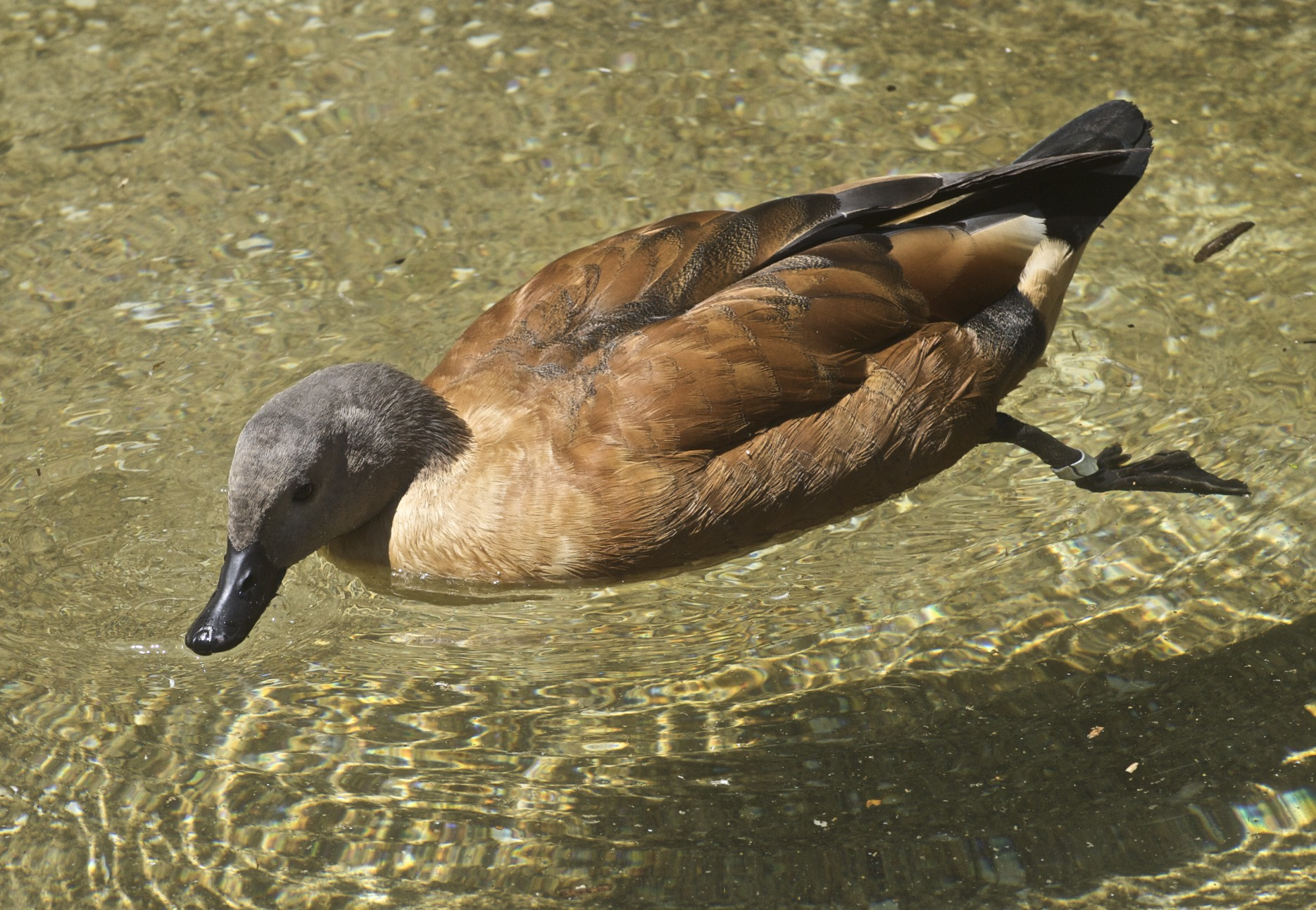
Самец

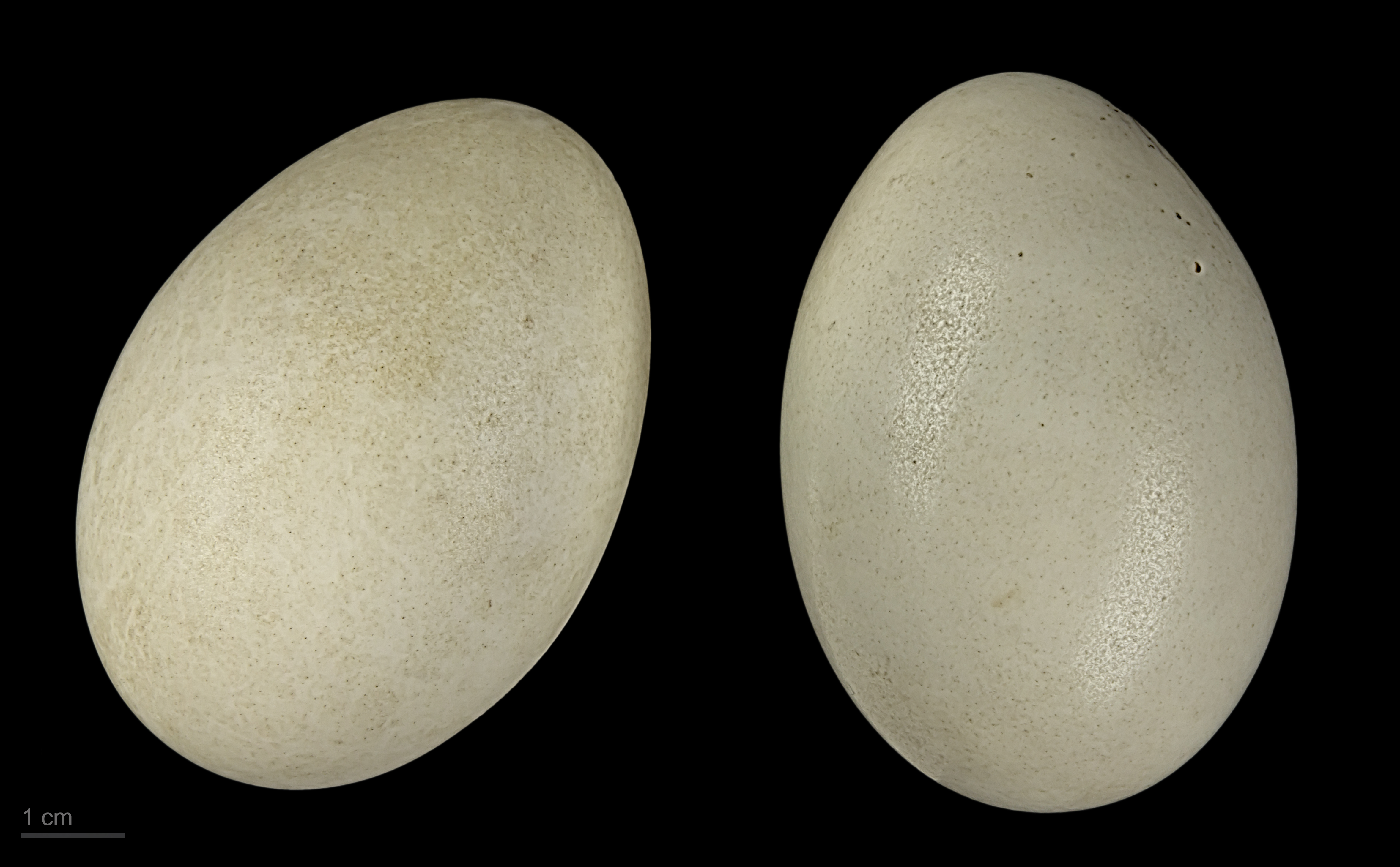
яйцо Tadorna cana — Тулузский музей

Сероголо́вый огарь, или южноафрика́нский огарь, или ка́пский о́гарь (лат. Tadorna cana) — достаточно крупная утка, водоплавающая птица из семейства утиных. Распространён в засушливых районах Южной Африки. Размером, внешним видом и поведением имеет большое сходство с обыкновенным огарем, отличается от него серыми головой и шеей, а также более светлой желтоватой грудью.

## Описание
Крупная высоконогая утка. Длина 61—66 см, масса самцов в среднем 1758 г, самок 1417 г. Легко узнаваемая птица, в пределах ареала не похожая ни на один другой вид. С другой стороны, она имеет схожий окрас оперения с евроазиатским огарем, и по всей видимости, в процессе эволюции отделилась от него.

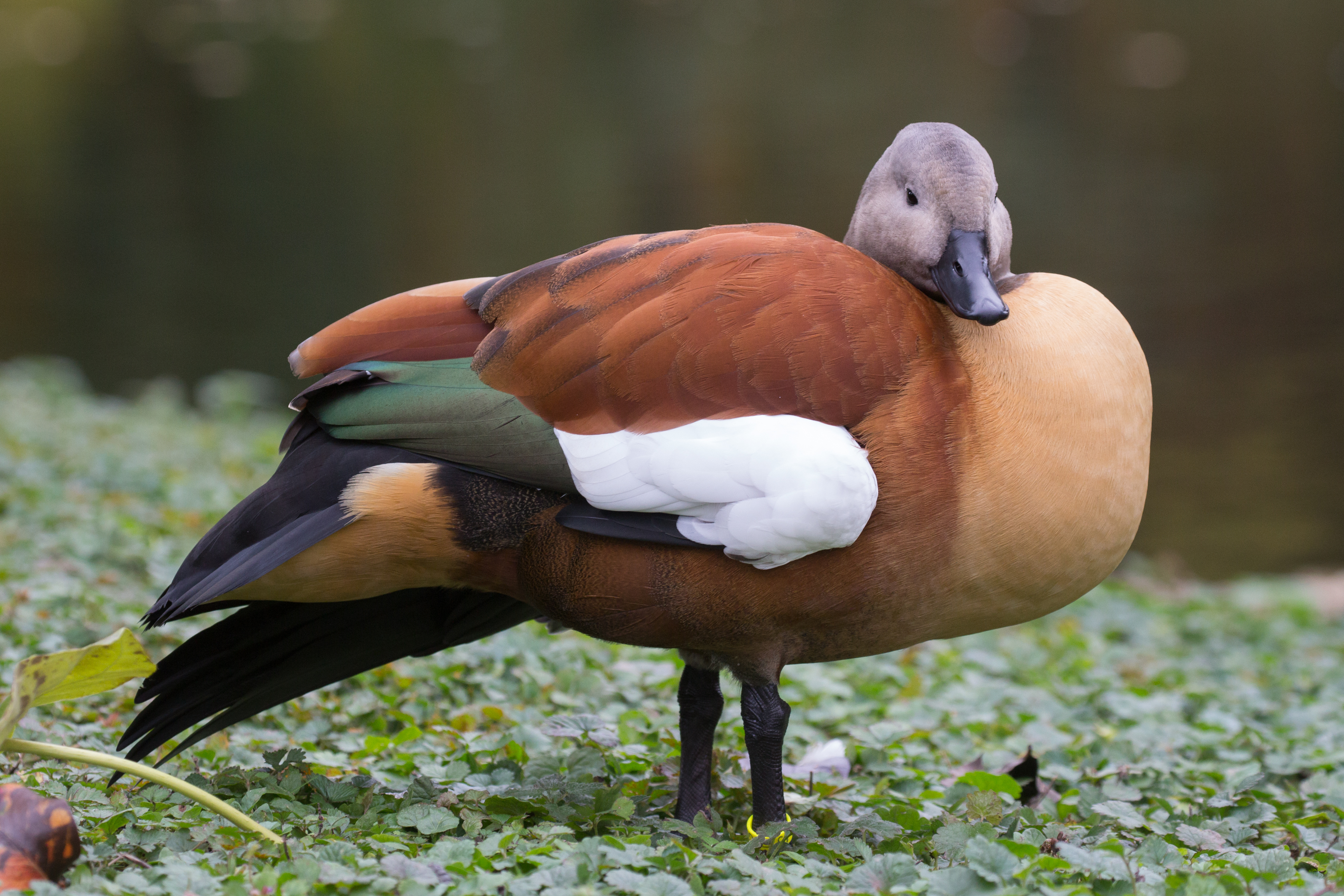
Самец

Оперение большей части тела ржавчато-рыжее, с более тёмным ореховым оттенком на передней части спины и боках. Лопатки, нижняя часть спины, верхние кроющие перья хвоста и сам хвост черноватые, нижние кроющие хвоста светло-коричневые. Голова однотонно-серая, с большим белым пятном вокруг глаза у взрослой самки. В полёте хорошо заметны широкие белые поля в верхней и нижней части кроющих перьях крыла. Молодые птицы независимо от пола больше похожи на взрослого самца (без белых пятен на голове), но в сравнении с ними имеют более бледный окрас оперения, а также буроватые каёмки на верхних кроющих крыла.

## Распространение

### Ареал
Сероголовый огарь распространён спорадично в Африке к югу от 19° ю. ш. — в Намибии, Ботсване, Лесото, Эсватини и ЮАР. Наибольшей численности достигает в засушливых областях южно-африканской провинции Фри-Стейт и в южной части Капской области. В 1973 году одиночное гнездование было отмечено на территории Зимбабве. Преимущественно оседлый вид, однако на большей части ареала на время линьки и в засушливые месяцы года как минимум часть птиц откочёвывает в южную часть Ботсваны, где на крупных глубоководных озёрах образует стаи от нескольких сотен до 5 тыс. птиц. Немногочисленный вид, общая численность оценивается в 50 тыс. особей.

### Места обитания
В гнездовой период населяет неглубокие пресноводные и солоноватые озёра (в том числе временные, заполняемые в сезон дождей), дамбы, пруды, водохранилища, поймы с вязкими илистыми берегами. Как и у огаря, необходимым условием гнездования является открытая местность с хорошим обзором и редкой прибрежной травянистой растительностью. В остальное время отдаёт предпочтение глубоким озёрам с пресной водой, но также встречается и в биотопах, близких к гнездовым. Кроме того, утку нередко можно встретить за пределами водоёмов на травянистых лужайках, в велде (безводном плоскогорье в ЮАР), среди финбоса, на вспаханных и засеянных зерновыми культурами полях.

## Питание
В сезон размножения питается почти исключительно растительными кормами, из которых значительную долю составляют семена зерновых культур (кукурузы, пшеницы, ячменя, овса, сорго, риса), водная трава взморник, водоросли спирогира, а также корешки, зелень и цветки наземных и околоводных (тростник, рогоз) травянистых растений. Во внегнездовой период наряду с растительной диетой употребляет в пищу корма животного происхождения — брахиопод, ракообразных, личинок и куколок насекомых.
Корм добывает на суше или мелководье. Часто посещает засеянные или убранные поля.

## Размножение
Размножается в засушливое время года с конца июля по октябрь или ноябрь. Численность самок, как правило, превышает численность самцов, однако несмотря на это вид считается моногамным, а брачная связь долговременной. Токовое поведение, включая вокализацию, аналогично таковому у огарей — самец становится агрессивным по отношению к другим самцам и вообще птицам в пределах гнездового и кормового участка, самка активизируется вокруг самцов.
Гнездо зачастую устраивается на значительном, до 2 км, расстоянии от водоёма в условиях открытого и полупустынного ландшафта. Оно расположено в нише естественного или искусственного происхождения — обычно в старой норе млекопитающего на склоне обрыва или холма, но также бывает в вымоине или расщелине между камней. Часто занимает довольно глубокие, до 8 м, норы шакала, трубкозуба, дикобраза. Готовое гнездо имеет выстилку из пуха и перьев самки, но также может содержать несколько травинок. Полная кладка содержит от 1 до 15 (в среднем 10) яиц. Насиживает одна самка в течение 30 дней, самец сторожит неподалёку от гнезда и предупреждает о приближающейся опасности. Появившиеся на свет птенцы почти сразу покидают гнездо и следуют за родителями к ближайшему водоёму. На крыло утята становятся в возрасте около 10 недель.